# Custom Robo Arena
 (mars 2020).
Si vous disposez d'ouvrages ou d'articles de référence ou si vous connaissez des sites web de qualité traitant du thème abordé ici, merci de compléter l'article en donnant les références utiles à sa vérifiabilité et en les liant à la section « Notes et références ».
Custom Robo Arena est un jeu vidéo de combat sur Nintendo DS, sorti en octobre 2006 au Japon, en mars 2007 en Amérique du Nord, en mai 2007 en Europe et en septembre 2007 en Australie.
Son histoire se déroule sous forme de RPG. Le personnage principal est un jeune lycéen fan d'un jeu virtuel qui consiste à entrer dans la peau d'un robot minuscule et d'affronter un adversaire afin de gagner de l'argent et d'acheter des pièces pour améliorer son Robo. Le jeu inclut un mode carrière ainsi qu'un mode multijoueur avec la Connexion Nintendo Wi-Fi, incluant le voice-chat, le jeu Multi-Cartes, et DS Download Play.

## Histoire
Un beau jour dans les années 2100, un lycéen (c'est-à dire le personnage jouable, dont le nom est modifiable) déménage et arrive dans un quartier d'une ville car votre père travaille dans le plus grand laboratoire du jeu, NéoBrain. Dans la ville, un seul sport compte: le Custom Robo, qui est très à la mode. Après s'être présenté à son nouveau lycée, Milcoeur, il fera la connaissance de Nina et Théo, deux membres de l'équipe des Premiers du lycée. Vous serez très vite introduit par vos deux amis qui vous guiderons vers la victoire du championnat du lycée, ainsi que d'autres lycées de la ville. Vous serez introduits dans plusieurs endroits dans lesquels vous pouvez vous entraîner, acheter de nouvelles pièces, telles que Robo, Armes, Bombes, Drones et Pieds et acheter des dioramas, scènes qui vous permettent de présenter votre Robo sous différentes poses et différentes situations lors d'un combat.
Vous monterez très vite en victoires, battrez plusieurs personnalités importantes du jeu et apprendrez même une technique qui consiste à transformer son Robo en or en plein combat, qui augmentera la puissance de votre Robo. Vos amis vous mèneront vers le plus grand tournoi annuel de Custom Robo, la Robo Cup. Mais il s'avère qu'une organisation secrète maléfique appelée Styx, ait détourné le tournoi alors que vous vous y trouvez. Ils utilisent et créent des pièces illégales, pièces dangereuses qui ont des capacités destructives sur l'hôte ainsi que l'adversaire, voir blesser ou même tuer. Le projet secret du Styx est de semer le chaos dans le monde avec un Robo spécial appelé Hadron, dont les capacités de combat sont les vôtres, après que vos données aient été détournées par le Styx quand vous vous rendiez dans les labos Néobrain afin de montrer vos techniques de combats au PDG du groupe, Jean-Pierre Nanty ainsi qu'un mystérieux docteur appelé Rigor, qui sera en réalité Morgue, le leader du Styx. Vos données serviront à rendre opérationnel le plus grand projet du Styx, Hadron, un Robo en or conçu illégalement et alimenté par Nina grâce à son énergie vitale sur l'île Encéphalon, lieu où se déroule aussi la Robo Cup.

## Autres apparitions dans les médias
- Le Rayon MK III, le nouveau modèle de la série Rayon, apparait aussi dans le jeu Super Smash Bros Brawl. sur Wii. Dans le jeu, l'Arme équipée sur Rayon MK III est apparemment Vortex, la même Arme visible sur la couverture du jeu vidéo, mais il s'avère que Vortex fonctionnerait comme Gatling, une autre arme de Custom Robo Arena.
- Jameson et A.I.R.S., deux autres Robo spéciaux du jeu vidéo, sont des trophées sur Super Smash Bros Brawl.